# Przemilczane ludobójstwo na Kresach
Przemilczane ludobójstwo na Kresach – książka historyczna autorstwa ks. Tadeusza Isakowicza-Zaleskiego, wydana w 2008 roku. Porusza m.in. tematykę stosunków polsko-ukraińskich na Kresach w czasie II wojny światowej.
Publikacja dzieli się na została na trzy części:
Pierwsza część składa się ze zbioru felietonów zamieszczonych od stycznia do sierpnia 2008 w „Gazecie Polskiej”. oraz siedmiu nowych, dotąd niepublikowanych felietonów.
Druga część to opracowanie historycznego dotyczące zagłady wsi Korościatyn k. Monasterzysk, rodzinnej miejscowości dziadków autora.
Trzecia i najobszerniejsza cześć składa się z całkiem nowego opracowania historycznego, opisującego mordy dokonane przez nacjonalistów ukraińskich na Ormianach i Polakach w Kutach.
Książka została sfinansowana z honorarium otrzymanego za książkę „Moje życie nielegalne” oraz z Nagrody Literackiej im. Józefa Mackiewicza za książkę „Księża wobec bezpieki”.
Publikacja książki wzbudziła ostre dyskusje, m.in. protest greckokatolickiego metropolity przemysko-warszawskiego, arcybiskupa Jana Martyniaka, który wystosował list protestacyjny do władz Kościoła rzymskokatolickiego.

## Informacje o książce
- Wymiary: 145 × 205
- Liczba stron: 192
- Oprawa: broszurowa
- ISBN 978-83-922939-8-3
- Małe Wydawnictwo, Kraków 2008